# Santhi Soundarajan
Santhi Soundarajan (S. Santhi; * 17. April 1981 in Kathakkurichi, Tamil Nadu) ist eine indische Mittel- und Langstreckenläuferin.

## Leben
Santhi Soundarajan stammt aus einem Dorf im Distrikt Pudukkottai. Sie lebte seit ihrer Geburt in Armut. Nach der Schulzeit, während der sie weder fließend Englisch noch Hindi lernte, begann Santhi eine sportliche Karriere als Leichtathletin. Sie startete bei den nationalen Wettkämpfen in Indien und gewann im Juli 2005 in Bangalore auf den 800-, 1500- und 3000-Meter-Strecken der Frauen. Bei den Asiatischen Spielen der Leichtathletik in Incheon, Südkorea, gewann sie 2005 die Silbermedaille über 800 Meter.
Bei den Asienspielen 2006 in Doha, Katar, gewann sie im Dezember 2006 die Silbermedaille in einer Zeit von 2:03,16 min. Jedoch wurde ihr die Medaille kurz danach aberkannt, da Santhi als Fall von weiblichem Hyperandrogenismus (körperlicher Überproduktion männlicher Hormone) in einem Geschlechtsbestimmungstest nicht als Frau klassifiziert wurde. Nachträglich wurde bekannt, dass ihr bereits vor ihrer internationalen Karriere aufgrund eines ähnlichen Tests eine Anstellung im Sportteam der Indischen Eisenbahngesellschaft verwehrt worden war. Nach den Asienspielen hatte sie eine Arbeitsstelle bei der Polizei ihres Bundesstaates Tamil Nadu angeboten bekommen, von der sie jedoch bald darauf nach einer medizinischen Untersuchung wegen angeblich uneindeutiger Geschlechtszugehörigkeit wieder entlassen wurde.
Im September 2007 unternahm Santhi Soundarajan einen Suizidversuch. Zwei Monate später begann sie als Leichtathletiktrainerin an einer von ihr gegründeten Trainingsakademie zu arbeiten. Nachdem sie diese nicht weiterführen konnte, arbeitete sie als Tagelöhnerin in einer Ziegelbrennerei, um ihr Überleben zu sichern. Im Sommer 2013 wurde ihr vom indischen Sportministerium ein Stipendium für eine Ausbildung zur diplomierten Trainerin zugesprochen.
Gopi Shankar Madurai und die LGBT-Organisation Srishti Madurai setzten sich ab 2013 für Santhi Soundarajan ein und starteten 2016 die Kampagne Justice for Santhi, in der sie auf die Diskriminierung gegenüber der Sportlerin aufmerksam machten und mehr als eine Million Unterschriften in einer Petition für Gerechtigkeit für Santhi Soundarajan sammeln konnten. Die Kampagne trug dazu bei, dass Soundarajan eine Anstellung bei der Sportentwicklungsbehörde von Tamil Nadu erhielt.